# Jerzy Zieliński (1917–1972)
Jerzy Zieliński (ur. 1917, zm. 1972) – polski ekonomista.

## Życiorys
Brat Antoniego Zielińskiego. W 1936 roku ukończył I Państwowe Gimnazjum i Liceum im. Stefana Batorego w Warszawie. Należał do Pomarańczarni. Przed wojną rozpoczął studia na Uniwersytecie Poznańskim. Służył w 3. pułku szwoleżerów, brał udział w bitwie pod Kockiem. W czasie okupacji działał w Szarych Szeregach i kontynuował studia na tajnym Uniwersytecie Ziem Zachodnich, uzyskując wykształcenie ekonomiczne u prof. Edwarda Taylora (1943). Po wojnie pracował w przemyśle, m.in. w Zakładach Cegielskiego w Poznaniu.

## Ordery i odznaczenia
- Virtuti Militari[4]